# بندكت الثاني عشر
البابا بندكت الثاني عشر (باللاتينية: Benedictus XII) ـ (توفي في 25 أبريل 1342) هو بابا الكنيسة الكاثوليكية في الفترة من 20 ديسمبر 1334 إلى وفاته. ولد باسم جاك فورنييه، وتولى كرسي البابوية خلفًا للبابا يوحنا الثاني والعشرين، ليكون البابا الثالث في سلسلة بابوات أفينيون.